# D-13 (装甲車)
D-13装甲車はソビエト連邦の装甲車である。

## 概要
ロシアでも長い歴史を持つ重工業企業、Izhorskiye Zavody（イジョルスキー製作所）が1929年頃から開発に着手し、1933年までに12両程度が生産された。
装甲が極めて薄い上にリベット接合であったが、当時としては比較的強力な37mm砲を搭載し、砲弾を40発前後格納することが可能であった。
機銃は一つは37mm砲の傍らに、もう一つは車体の右前方に傾斜して装備されている。
クリアランスが245mm確保されている他、登坂や渡河にもある程度の配慮がなされている。

## 参考
- Техника Победы
- Средние бронеавтомобили Д-9 и Д-13
- Д-13 — средний бронеавтомобиль